# Mưa sao băng

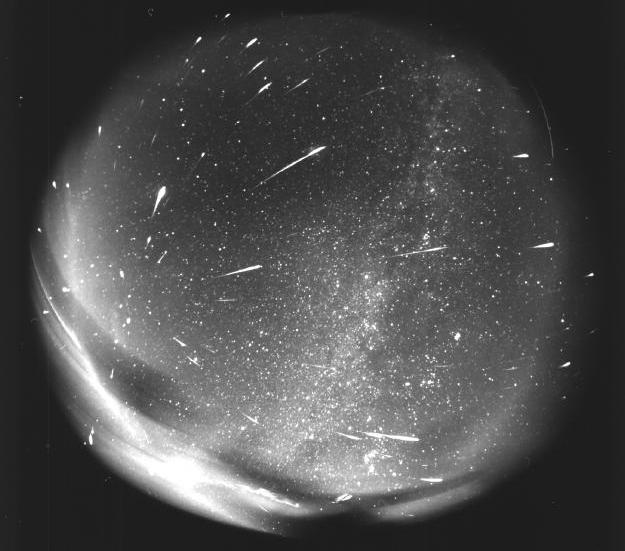
Thời gian trôi đi mất bốn giờ của bầu trời

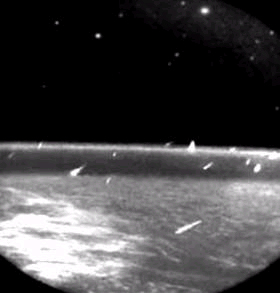
Mưa sao băng Leonids từ không gian

Một trận mưa sao băng là một sự kiện thiên thể, trong đó con người quan sát được một số thiên thạch tỏa sáng, hoặc bắt nguồn từ cùng một điểm trên bầu trời đêm. Những thiên thạch này là do các dòng bụi vũ trụ đi vào bầu khí quyển Trái Đất với tốc độ rất cao trên quỹ đạo song song. Các bụi thiên thạch này nhỏ hơn một hạt cát, vì vậy hầu hết chúng đều tan rã và không bao giờ chạm vào bề mặt Trái Đất. Những trận mưa sao băng dữ dội hoặc bất thường được biết đến như những cơn bão sao băng và bão thiên thạch, có thể tạo ra hơn 1.000 thiên thạch mỗi giờ. Trung tâm Dữ liệu Sao băng liệt kê khoảng 600 mưa sao băng còn đang nghi ngờ trong đó khoảng 100 mưa sao băng được khẳng định chính thức.
Mưa sao băng hầu như xuất hiện vào những thời điểm giống nhau trong một năm. Nguyên nhân do các hạt bụi vũ trụ phân bố theo quỹ đạo hình elip và quay quanh Mặt Trời theo chu kì nhất định. Nếu quỹ đạo của Trái Đất cắt ngang quỹ đạo của một đám bụi vũ trụ nào đó thì ít nhất mỗi năm vào đúng thời điểm nhất định, Trái Đất sẽ một lần xuyên qua lớp bụi vũ trụ đó và xảy ra hiện tượng mưa sao băng trong thời gian đó.
Khi Trái Đất bay vào vùng có nhiều thiên thạch thì sẽ thường xuyên xảy ra hiện tượng mưa sao băng hơn.

## Kho hình ảnh

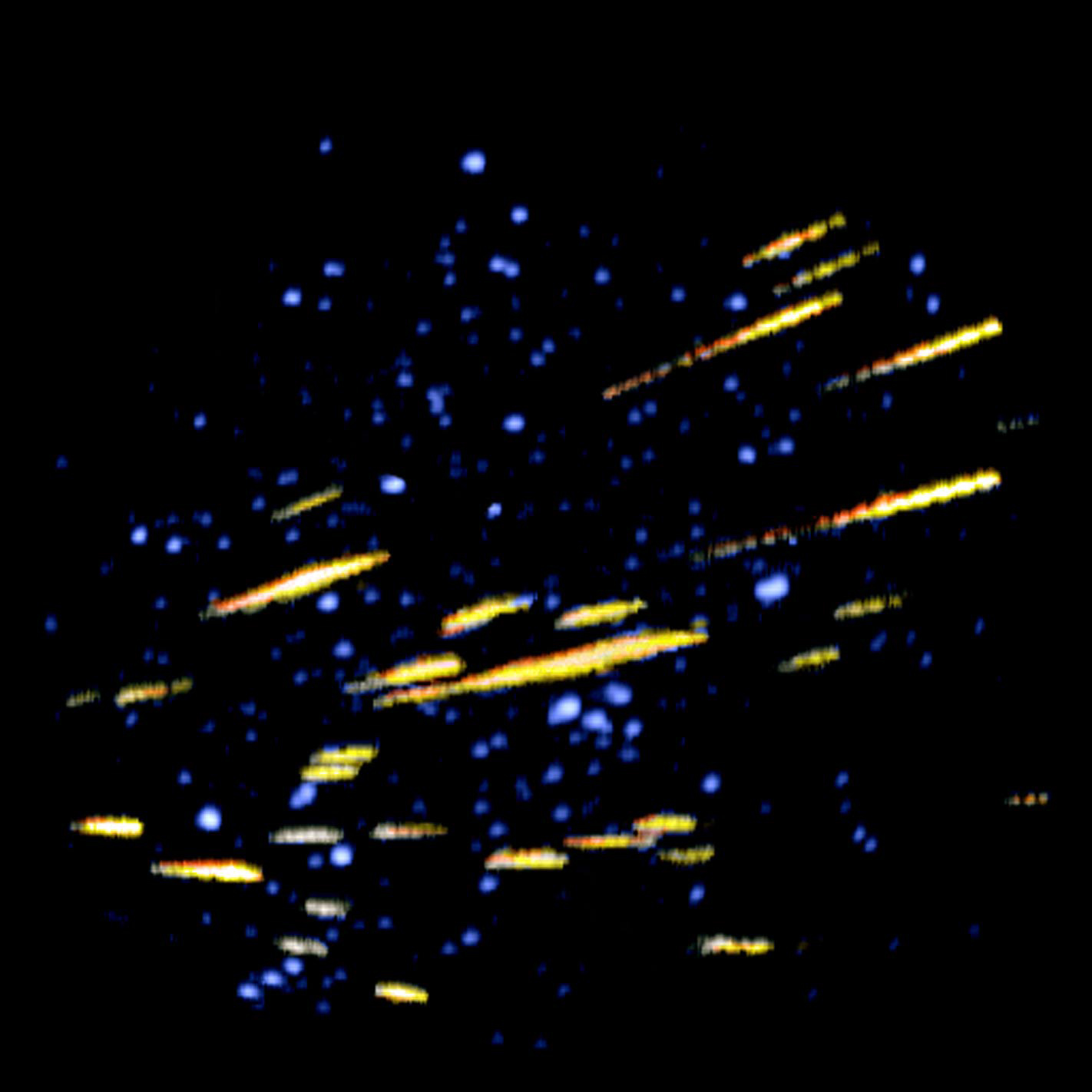
Mưa sao băng Alpha-Monocerotid, 1995
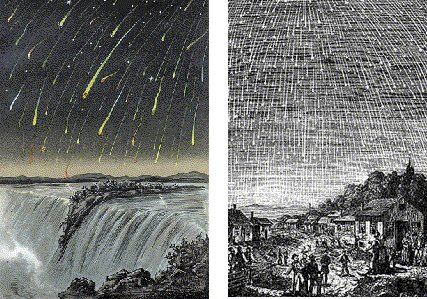
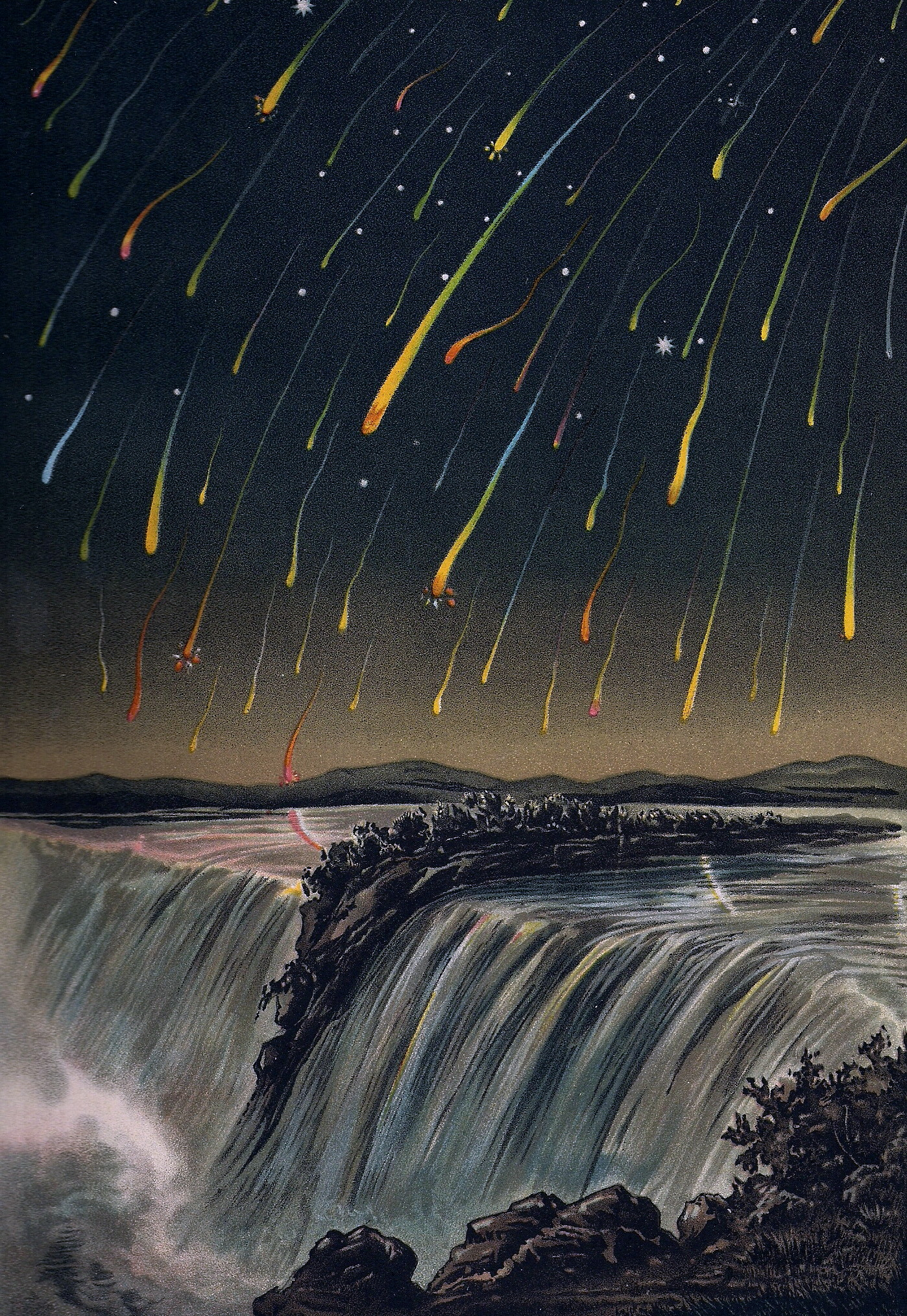
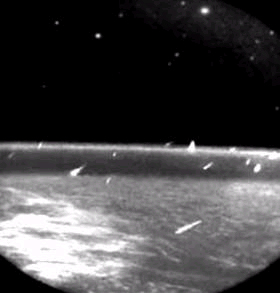

### Các trận mưa sao băng điển hình trong năm 2020
Tên chính thức của chúng được International Astronomical Union đặt ra.
| Mưa sao băng                  | Thời gian     | Vật thể gốc                                                                                       |
| ----------------------------- | ------------- | ------------------------------------------------------------------------------------------------- |
| Quadrantids                   | Đầu tháng 1   | The same as the parent object of minor planet 2003 EH1, and perhaps comets C/1490 Y1 và C/1385 U1 |
| Lyrids                        | Cuối tháng 4  | Sao chổi Thatcher                                                                                 |
| Pi Puppids (periodic)         | Cuối tháng 4  | Sao chổi 26P/Grigg-Skjellerup                                                                     |
| Eta Aquariids                 | Đầu tháng 5   | Sao chổi 1P/Halley                                                                                |
| Arietids                      | Giữa tháng 6  | Sao chổi 96P/Machholz, Marsden và nhóm sao chổi Kracht comet groups complex                       |
| June Bootids (periodic)       | Cuối tháng 6  | Sao chổi 7P/Pons-Winnecke                                                                         |
| Southern Delta Aquariids      | Cuối tháng 7  | Sao chổi 96P/Machholz, Marsden và Kracht comet groups complex                                     |
| Alpha Capricornids            | Cuối tháng 7  | Sao chổi 169P/NEAT                                                                                |
| Perseids                      | Giữa tháng 8  | Sao chổi 109P/Swift-Tuttle                                                                        |
| Kappa Cygnids                 | Giữa tháng 8  | Minor planet 2008 ED69                                                                            |
| Aurigids (periodic)           | Đầu tháng 9   | Sao chổi C/1911 N1 (Kiess)                                                                        |
| Giacobinids (periodic)        | Đầu tháng 10  | Sao chổi 21P/Giacobini-Zinner                                                                     |
| Orionids                      | Cuối tháng 10 | Sao chổi 1P/Halley                                                                                |
| Southern Taurids              | Đầu tháng 11  | Sao chổi 2P/Encke                                                                                 |
| Northern Taurids              | Giữa tháng 11 | Minor planet 2004 TG10 and others                                                                 |
| Andromedids (periodic)        | Giữa tháng 11 | Sao chổi 3D/Biela                                                                                 |
| Alpha Monocerotids (periodic) | Giữa tháng 11 | unknown                                                                                           |
| Leonids                       | Giữa tháng 11 | Sao chổi 55P/Tempel-Tuttle                                                                        |
| Phoenicids (periodic)         | Đầu tháng 12  | Sao chổi D/1819 W1 (Blanpain)                                                                     |
| Geminids                      | Giữa tháng 12 | Minor planet 3200 Phaethon                                                                        |
| Ursids                        | Cuối tháng 12 | Sao chổi 8P/Tuttle                                                                                |

## Mưa sao băng trong âm nhạc
Bài hát Mưa sao băng do Minh Khang sáng tác và Ngô Kiến Huy trình bày.